# Geißkirche

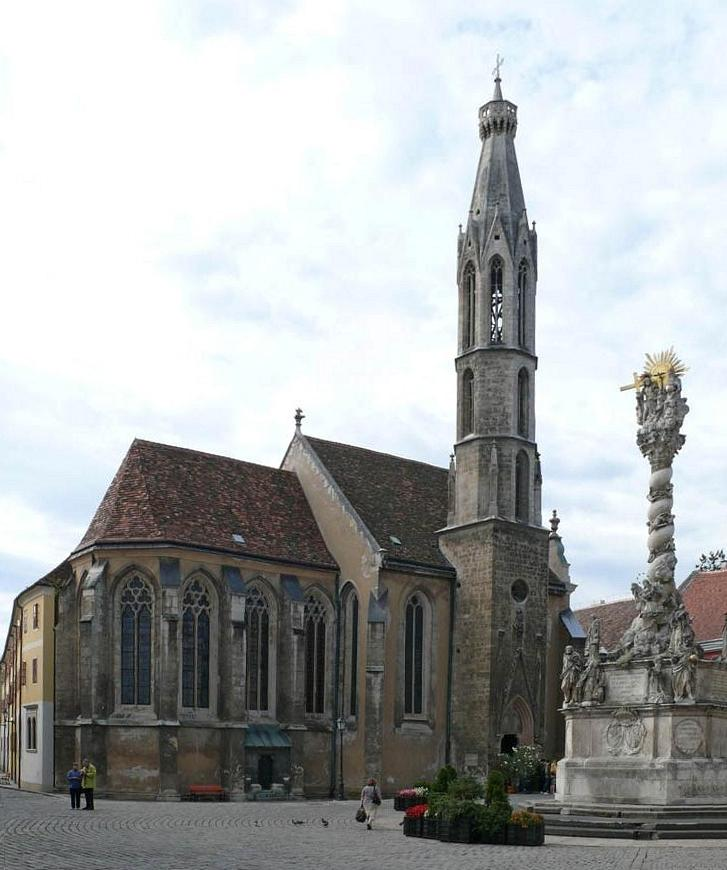
Geißkirche und Dreifaltigkeitssäule in Sopron

Die Geißkirche (ungarisch Kecske-templom; auch Bencés templom – „Benediktinerkirche“) mit dem Patrozinium Mariä Himmelfahrt ist eine römisch-katholische Kirche in Sopron (dt. Ödenburg) in Ungarn. Ihren populären Namen erhielt sie von der Geiß auf dem Stifterwappen der Patrizierfamilie Gaissel über dem Hauptportal.

## Geschichte

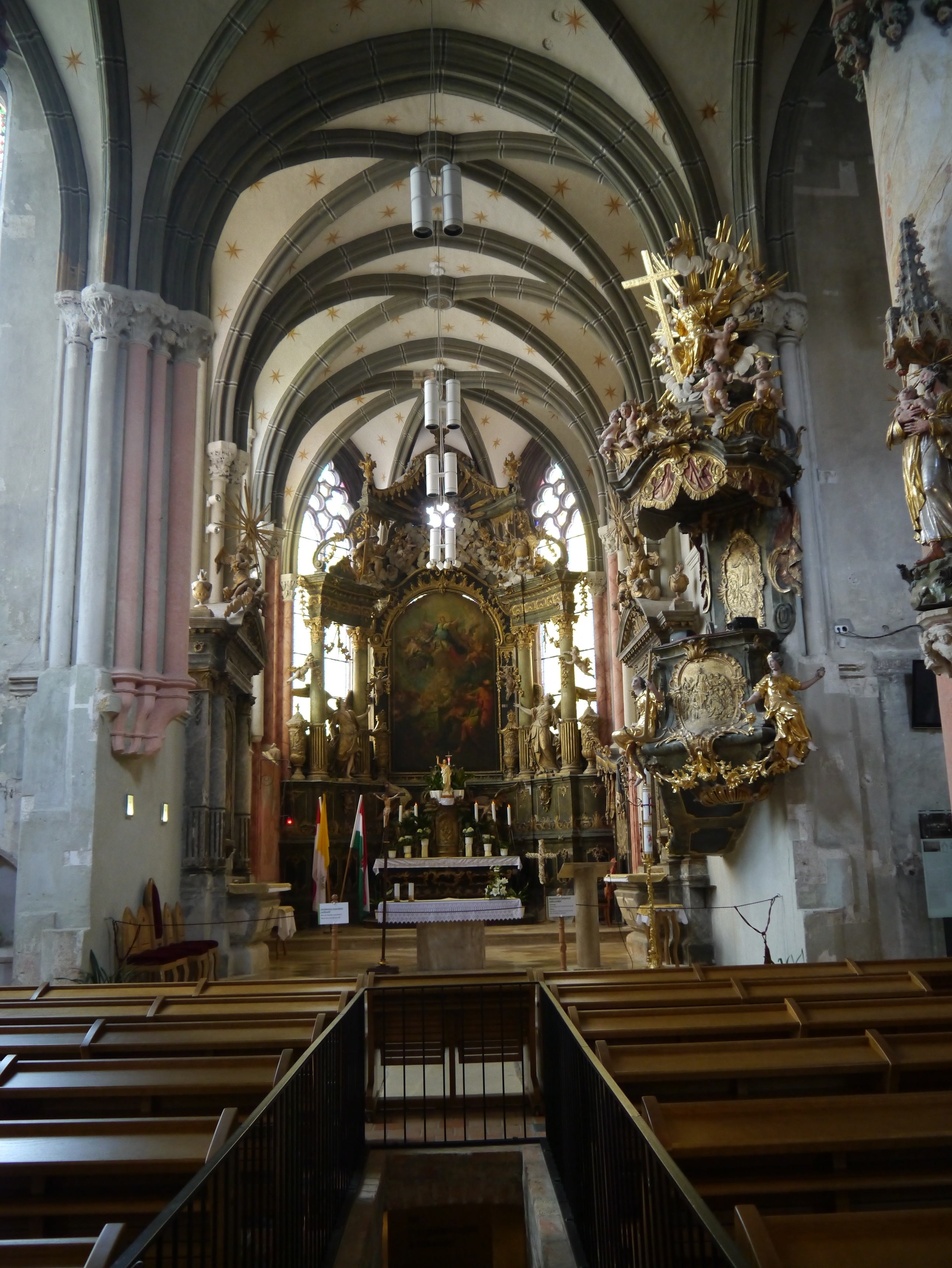
Inneres der Kirche

Die Geißkirche wurde um 1280 durch Franziskaner als Teil ihres Klosters erbaut. Die Kirche erhielt später ein gotisches Gewölbe, anschließend eine barocke Einrichtung. Im 17. Jahrhundert wurden in der Geißkirche die Vizekönige Ungarns gekrönt, zudem fanden dort die Reichstage statt. Am 8. Dezember 1625 wurde Ferdinand III. in der Geißkirche mit der Stephanskrone zum ungarischen König gekrönt. Als Kaiser Joseph II. im Jahr 1787 das Franziskanerkloster in Sopron auflöste, ging die Kirche an die Benediktiner.